# Chikago (Gemeinde Kittsee)
Chikago ist ein Ortsteil der Marktgemeinde Kittsee im Burgenland.

## Geschichte
Der Ortsteil befindet sich im Norden von Kittsee und der Name geht auf den raschen Baufortschritt zurück. Als um 1910 in diesem Ortsteil die ersten Häuser errichtet wurden, entstanden alsbald 7 Gassen, die aus je 8 bis 10 Häuser bestanden. Ein aus Amerika zurückgekehrter Kittseer, der von dieser raschen Bautätigkeit erstaunt war, erklärte, es ginge hier so rasch voran wie in Chicago, woraufhin der damals noch unbenannte Ortsteil den Namen Chikago erhielt.
2017 veröffentlichte Theodora Bauer den Roman Chikago, in der sie die Geschichte von burgenländischen Auswanderern Anfang der 1920er Jahre erzählt.